# デニス・フォンヴィージン
デニス・イヴァーノヴィチ・フォンヴィージン (ロシア語: Дени́с Ива́нович Фонви́зин, 「フォンヴィージン」という姓はドイツ語の姓「フォン・ヴィーゼン」（ドイツ語: von Wiesen）より; 1745年4月14日（ユリウス暦 4月3日） – 1792年12月12日（ユリウス暦 12月1日）) は、ロシア演劇啓蒙期の劇作家であり、戯曲は現在でも上演されている。主な作品は同時代のロシア貴族をあざける風刺喜劇『旅団長』『親がかり』の2作。

## 生涯
リヴォニア系ドイツ人貴族の家庭でモスクワに生まれた。モスクワ大学で教育を受け、非常に早い時期から執筆や翻訳を始めた。彼は、政府官庁に務め、エカチェリーナ2世治世下における偉大な貴族の1人の伯爵ニキータ・パーニンの秘書になる。パーニンの庇護のゆえ、フォンヴィージンは逮捕を恐れることなく批評的な戯曲を書くことができ、そして、1760年代後半、有名な喜劇『旅団長』 ≪Бригадир≫を初めて発表した。
資産家だった彼は文学や知的世界で有名になっていったが、常にプロの著作家というよりかは芸術の愛好家であった。1777年から1778年にかけて海外を旅する、その主たる目的にはモンペリエにある医学部の探求にあった。彼は「フランスからの手紙」で旅路を記す — 当時の散文体における最も高雅で代表例といえる内の一書である、またエカチェリーナ2世の治世期におけるロシア人エリートらによるフランス文学趣味へと完全に依存している中において、反フランス的なナショナリズムで最も際立った書である。
1782年にフォンヴィージンの第2作目にして至上の喜劇『親がかり（未成年）』 ≪Недоросль≫を発表、明確にロシアの戯曲家として最重要な人物に分類される。晩年、繰り返される苦しみ、そして健康のために海外旅行をして過ごした。1792年にサンクトペテルブルクで死去。

## 作品とその影響
フォンヴィージンの名声は2作の喜劇にほぼ完全にかかり、それは紛れもなく、のちにアレクサンドル・グリボエードフの「智恵の悲しみ」が現れる以前で最も人気があったロシア演劇である。それら両散文とも古典喜劇のカノンである。フォンビージンの主なモデルはモリエールではなかったが、彼は偉大なデンマークの劇作家ルズヴィ・ホルベアをドイツ語で読み、その戯曲の数作品を翻訳している。
どちらの喜劇もよくかみくだかれたうえではっきりとした軸を持つ社会風刺劇である。喜劇『旅団長』は当時、流行していたファッショナブルなフランス式準教育「petits-maîtres」に対する風刺である。それは『親がかり』ほどシリアスでないけれど、とても面白味にあふれ、よりうまく構成されている。『親がかり』は劇的な構成としては不完全だけれども、いっそう優れている作品であり、当然、フォンヴィージンの傑作と見なされている。
風刺作品『親がかり』のポイントは、無学の地方貴族の野蛮さと利己的粗雑さや蛮行に対して向けられている。主要登場人物のミトロファヌシュカは、独りの人間的特徴が持つその救いようのなさ — 彼の子煩悩の母の苦悩を受けとめず、俗悪人で冷酷にして利己的であった。これら意地の悪い登場人物の会話の内容 (徳の高い叔父や恋人の大げさな言葉づかいとは対照的)は、写実的で細部にわたって個性を発揮させている、そして、それは性格描写における最高傑作 — ロシア・フィクションにおける偉大なポートレートギャラリーとして紹介するに値いする。
その人気をはかる尺度として、戯曲『親がかり』からの複数の表現が格言となっているほか、数多くの作家たち (その中にはアレクサンドル・プーシキンもいた)は、この演劇より欠かさず引用し、または登場人物の名前を挙げて少くともヒントにしていた。